# Bayawever
De bayawever (Ploceus philippinus) is een zangvogel en komt voor op het Indisch Subcontinent tot in het westen van de Indische Archipel. De vogel behoort tot de wevervogels. Het achtervoegsel philippinus is een misverstand, de eerste beschreven vogel kwam uit Sri-Lanka en niet van de Filipijnen.

## Kenmerken
De vogel is circa 15 cm lang en weegt 18 tot 28 g. Het mannetje van de nominaat heeft in de broedtijd een gele kruin en daaronder een zwart "masker". De borst is egaal grijs, bij andere ondersoorten vaak nog met geel, maar altijd ongestreept. Mannetje en vrouwtje zijn van boven bruin met veren die lichte (bij het mannetje gele) randen hebben. Het vrouwtje heeft alleen een vage donkerbruine oogstreep en mist het geel, maar is van onder egaal licht roodbruin.

## Verspreiding en leefgebied
De bayawever heeft een groot verspreidingsgebied waarbinnen zich vijf ondersoorten bevinden:
- P. p. philippinus (Pakistan, India, niet het zuidwesten en noordoosten, Sri-Lanka en Z-Nepal)
- P. p. travancoreensis (ZW-India)
- P. p. burmanicus (Bhutan, NO-India en Bangladesh tot in Myanmar en ZW-China)
- P. p. angelorum (Thailand en Z-Laos)
- P. p. infortunatus (Z-Vietnam, het schiereiland Malakka, Sumatra, Java en Bali)

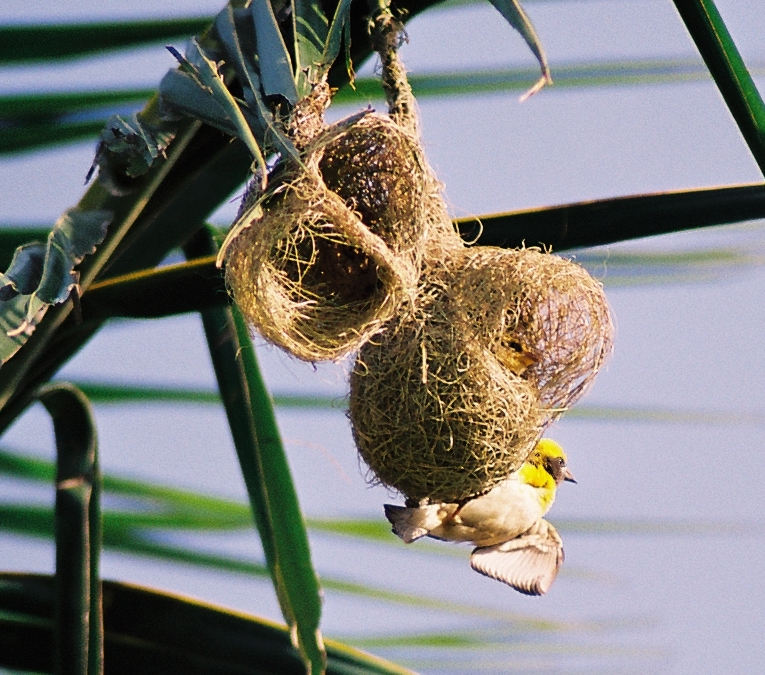
Baltsend mannetje bij nest in aanbouw
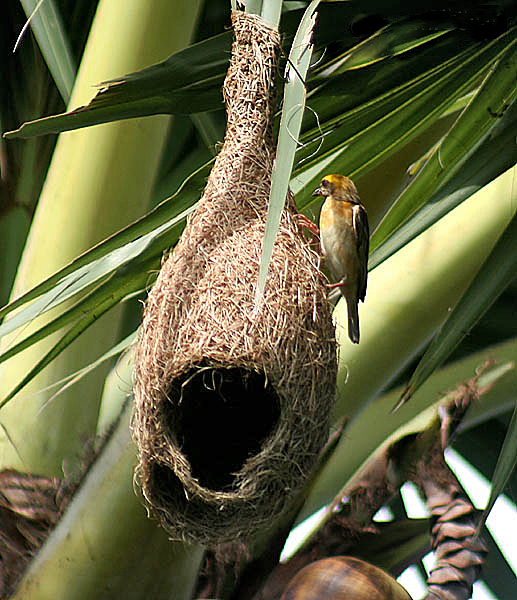
Bayawever bij nest

Het leefgebied bestaat uit graslandgebieden met struikgewas en verspreid staande boomgroepen, mangrove, cultuurland vaak in de buurt van water, maar minder dan andere wevervogels afhankelijk van de nabijheid van draslanden. Net als de meeste wevervogels broeden de vogels in kolonies tot wel 200 kunstig gemaakte nesten.

## Status
De grootte van de populatie is niet gekwantificeerd. Men veronderstelt dat de soort in aantal stabiel is. Om deze redenen staat de bayawever als niet bedreigd op de Rode Lijst van de IUCN.